# Friedrichstadt
Friedrichstadt (en bajo alemán: Frieestadt; en danés: Frederiksstad; en frisón septentrional: Fräärstää; en neerlandés: Frederikstad aan de Eider) es un municipio de Alemania, integrado dentro del Distrito de Nordfriesland, en el Estado de Schleswig-Holstein.
La ciudad está situada en la confluencia de los ríos Treene y Eider, a 12 km al sur de Husum, capital del distrito de Nordfriesland. Fue fundada en 1621 por colonos holandeses. El duque Federico III de Holstein-Gottorp (1597-1659) convenció a comunidades menonitas y remonstrantes para que se estableciesen en esta ciudad y recuperasen tierras marjales y pantanos de los alrededores de la misma. El holandés se convirtió en la lengua oficial. Sin embargo, en 1630, muchos arminianos habían vuelto a los Países Bajos sin que la ciudad tuviera el éxito esperado.